# 和諧連結
和諧連結（英語：Harmony Link）是一條規劃中的陸上架空電纜，連結波蘭札爾諾維茨與立陶宛達爾貝奈，是這兩個國家之間第二條互聯輸電線路。該電纜建設目的是讓波羅的海國家電網從統一電力系統轉換至歐洲大陸同步電網。2018年12月21日，立陶宛電網與波蘭電網簽訂協議書，開始規劃「和諧連結」海底電力電纜，預計於2023年開始施工、2025年完工。2020年12月14日，歐洲聯盟的創新和網絡執行署與愛沙尼亞、拉脫維亞、立陶宛及波蘭的輸電系統營運商簽訂協議，整合波羅的海國家與歐洲大陸其他地區的電網連結。2021年5月31日，波蘭電網公司表示，已和立陶宛電網公司共同做出該電纜最終投資決定，規模達7億歐元，將進入招標、土地規劃、環境評估等階段，並由歐洲聯盟提供5億歐元補助融資款。
2023年底，兩國同意改變建設計畫，由原本的海底電力電纜改為陸上架空電纜。最初計畫沿著波羅的海鐵路興建，最後決定沿著歐洲E67公路興建電纜。